# لوون گئورگیان
لوون گئورگیان (ارمنی: Լեւոն Կիւրեղեան؛ زاده ۲۶ آوریل ۱۸۷۱ – درگذشته ۲ سپتامبر ۱۹۵۰) نقاش، معمار، نویسنده و کنشگر سیاسی اهل ارمنستان بود. وی در امپراتوری عثمانی، بلغارستان و ایتالیا فعالیت نموده است.

## زندگی‌نامه
وی  در ۲۶ آوریل ۱۸۷۱ در کنستانتینوپل از والینی به نام‌های هوهانس گئورگیان و پراپیون یرمیانبه دنیا آمد. وی در ابتدا در ترابوزان تحصیل نمود و تحصیلات تکمیلی را در سال ۱۸۸۸ در کالج ارمنیان ونیز مخیتاریست انجام داد. در سال ۱۸۹۶، کوتاه‌مدتی پس از بازگشت به کنستانتینوپل وی موفق شد از کشتار حمیدیه که توسط سلطان عبدالحمید دوم اجرا می‌شد فرار کند و در بلغارستان پناه برد. وی در ۲ سپتامبر ۱۹۵۰ در سن ۷۹ سالگی در آزولو درگذشت.